# Elecciones al Parlamento Europeo de 2019 (Países Bajos)
Las elecciones al Parlamento Europeo de 2019 se celebraron en los Países Bajos el jueves 23 de mayo. Parte de las elecciones al Parlamento Europeo que se celebraron en los 28 Estados miembros de la Unión Europea entre el 23 y el 26 de mayo de 2019, los comicios eligieron los 26 diputados del Parlamento Europeo correspondientes a los Países Bajos, en una circunscripción única sin umbral electoral. Una vez fue efectiva la salida del Reino Unido de la Unión Europea, el número de diputados electos en los comicios aumentó de 26 a 29.

## Resultados
Los resultados completos se detallan a continuación:
| Candidatura                   | Candidatura                                           | Votos     | %    | Escaños   | Escaños    |
| Candidatura                   | Candidatura                                           | Votos     | %    | Prebrexit | Postbrexit |
| ----------------------------- | ----------------------------------------------------- | --------- | ---- | --------- | ---------- |
|                               | Partido del Trabajo (PvdA)                            | 1 045 293 | 18,9 | 6         | 6          |
|                               | Partido Popular por la Libertad y la Democracia (VVD) | 804 679   | 14,6 | 4         | 5          |
|                               | Llamada Demócrata Cristiana (CDA)                     | 669 080   | 12,1 | 4         | 4          |
|                               | Foro para la Democracia (FVD)                         | 602 173   | 10,9 | 3         | 4          |
|                               | Izquierda Verde (GL)                                  | 598 877   | 10,9 | 3         | 3          |
|                               | Demócratas 66 (D66)                                   | 388,580   | 7,0  | 2         | 2          |
|                               | Unión Cristiana-Partido Político Reformado (CU-SGP)   | 375 417   | 6,8  | 2         | 2          |
|                               | Partido para los Animales (PvdD)                      | 220,809   | 4,0  | 1         | 1          |
|                               | 50PLUS (50+)                                          | 215,136   | 3,9  | 1         | 1          |
|                               | Partido por la Libertad (PVV)                         | 194 296   | 3,5  | 0         | 1          |
| Partido Socialista (SP)       | Partido Socialista (SP)                               | 185,397   | 3,4  | 0         | 0          |
| Volt                          | Volt                                                  | 105 923   | 1,9  | 0         | 0          |
| DENK                          | DENK                                                  | 60 630    | 1,1  | 0         | 0          |
| De la Región & Partido Pirata | De la Región & Partido Pirata                         | 10 724    | 0,2  | 0         | 0          |
| Los Verdes                    | Los Verdes                                            | 9641      | 0,2  | 0         | 0          |
| Jesús Vive                    | Jesús Vive                                            | 8315      | 0,2  | 0         | 0          |